# Cenzura na internetu
Cenzura na internetu je kontrola ili obustavljanje objavljivanje informacija, odnosno filtrirani pristup informacijama na internetu. Može je sprovoditi vlada ili privatna organizacija po nalogu vlade ili na vlastitu inicijativu. Pojedinci i organizacije mogu učestvovati u auto-cenzuri samoinicijativno ili zbog pritisaka i straha.

## Osobina interneta
Internet je opstао zаhvаljujući jednoj каrакterističnoj i svojstvenoj osobini: internet je pојаm, nije fizičка stvаr, nemа lокаciju i on je u stvаri virtuelni koncept bez vlаsniка. Tehnički ne može dа podlegne klаsičnom zakon o elektronskim komunikacijama i nemа mogućnosti prаvne kontrole која se sprovodi nаd rаdio i televizijskim frekvenciјаmа. Како bi fizičko ukidаnje internetа bilo očigledno, vlаsti su tако morаle dа se okrenu novim prаvnim modelimа koji pokušаvајu dа uspostаve red nаd sаdržајеm i nаd provајderimа predstаvlјајući kompletnu ideju као rešenje zа bezbednost pа čак (pаrаdoksаlno), i slobodu grаđаnа. Time je slobodа govorа dovedenа u pitаnje.

## Razlozi za cenzuru
Kao što je pomenuto, razlozi za cenzuru kreću se od dobronamernih ciljeva kojima se žele zaštititi deca od neprimerenih sadržaja, sprečiti širenje terorističke propagande, zaštititi autorskih prava pa do ekstrema kojima se celoj naciji onemogućava pristup sadržajima na internetu. Bez obzira na razloge, učinak cenzure je isti – blokiranje web stranica koje se smatraju nepoželjnim.Cenzura sadržaja na internetu nije samo mera koju koriste pojedinci, kompanije ili vlade država već i niz softverskih proizvoda kojima se ograničava ili blokira pristup pojedinim web stranicama. Skup takvih programa poznat je pod nazivima veb filtri i censorware.
Pitanja u vezi sa internet cenzurom slična su onima za “ofline cenzure” tradicionalnih medija kao što su novine, magazini, knjige, muzika, radio, televizija i filmovi. Jedna od razlika je u tome što su “online granice” popustljivije od nacionalnih: stanovnicima zemlje kojima su zabranjene određene informacije, mogu sve podatke pronaći na sajtovima hostovanim van njihove zemlje. Stoga, oni koji cenzurišu moraju da spreče pristup informacijama, čak iako nemaju fizičku ili pravnu kontrolu nad samim sajtovima. To zauzvrat zahteva korišćenje tehničkih cenzura, metodama koje su jedinstvene na internetu, kao što su blokiranje sajta ili filtriranje sadržaja.

## Blacklist
Blokiranje i filtriranje može se temeljiti na relativno statičnim “crnim listama” (blacklist) ili se određuje dinamički na informacijama koje sadrže. Crne liste mogu biti proizvedene ručno ili automatski, a najčešće nisu dostupne javnosti. Blokiranje ili filtriranje može se obaviti centralizovano na nacionalnom nivou, decentralizovano (svaki internet provajder za sebe) ili na institucionalnom nivou, npr. u bibliotekama, školama ili internet kafićima. Blokiranje i filtriranje takođe može da varira unutar zemlje kod različitih internet provajdera. Država može da filtrira osetljivi sadržaj povremeno i uključi privremeno filtriranje u ključnim periodima, npr. u vreme izbora. Vlasti mogu da blokiraju sadržaj pritom navodeći javnost da veruje da cenzura nije primenjena. To se postiže lažnim "404 Not Found" porukama o grešci koja se prikazuje kada neko pokuša da pristupi blokiranim web stranicama.

## Ekstremni slučajevi
Ekstremni slučajevi kontrole interneta su u situacijama kada oni koji vrše cenzuru imaju potpunu kontrolu nad svim umreženim računarima na internetu, kao što je to u Severnoj Koreji ili na Kubi, međutim, potpunu cenzuru informacija je vrlo teško ili nemoguće postići s obzirom na distribuiranu prirodu interneta. Upotreba nadimaka na internetu i sigurnih internetskih zona (kao što je Freenet) štite slobodu govora pomoću tehnologije koje osiguravaju da materijal ne može biti uklonjen i sprečavaju identifikaciju autora. Tehnološki iskusni korisnici često mogu pronaći načine pristupa blokiranim sadržajima. Ipak, blokiranje je i dalje delotvorno sredstvo za ograničavanje pristupa osetljivim informacijama za većinu korisnika.

## Cenzura interneta u Kini
Jedna od poznatijih cenzura interneta je ona u Kini gde se koristi napredno web filtriranje poznato pod nazivom “Great Firewall of China”. Hiljadama stranica pristup je zabranjen, a hiljadama opet jako ograničen. Među njima su YouTube, Flickr, Wikipedia, Myspace,Twitter, Facebook i mnoge druge. Ako ste u Kini i u “search” ukucate reči poput “demokratija”, “Tibet”, “Dalai Lama” i slično – zaboravite da ćete pročitati bilo kakav sadržaj ili doći do ikakvih informacija, a vrlo je moguće i da završite u zatvoru.
U Kini se četvrtina stanovništva koristi internetom, a s obzirom na populaciju te zemlje, broj korisnika je popriličan – oko 340 miliona. Njihova vlada tako ulaže velike napore kako bi nadzirala sve one koji se služe internetom. Na desetine hiljada „internet policajaca“ dnevno kontroliše i u rekordnom roku uklanja bilo kakve sumnjive sadržaje, a stotine ljudi završava u zatvoru zbog objavljivanja vlastitih mišljenja na internetu.

## ACTA
Trgovinski sporazum ACTA , koji bi trebalo da doprinese usklađivanju međunarodnih standarda u zaštiti autorskih prava i pooštri kaznenu politiku za internet pirateriju, najverovatnije će biti usvojen i u Srbiji. ACTA predstavlja sporazum koji, kako stručnjaci tvrde, “krši osnovna ljudska prava i omogućava cenzuru na internetu u Srbiji.
Kritičari sporazuma, međutim, tvrde da će on omogućiti cenzuru na internetu i kažnjavanje građana pod maskom borbe protiv piraterije.
Vesna Rakić-Vodinelić, profesorka na Pravnom fakultetu „Union“, izjavila je da su pravni metodi koje sadrže ACTA agresivni i da ugrožavaju pravo na privatnost, slobodu izražavanja, pravo na lečenje i pravično odlučivanje.

## YouTube
- www.google.com, poput drugih kompanija, mora da vodi računa o sadržajima koje iznosi na internet, pa i o onima koje na svetsku računarsku mrežu “kače“ korisnici Guglovog video-portala JuTjub. Gugl od vlada širom sveta stalno dobija zahteve za uklanjanje video materijala sa JuTjuba. Korisnici tog portala se često žale na cenzuru, pa je Gugl pre dve godine rešio da počne sa objavljivanjem liste zahteva za uklanjanjem sadržaja sa interneta koje su mu zvanično uputile vlade širom sveta.

Lista za prvu polovinu 2011. je vrlo zanimljiva. Ona pokazuje da je Gugl iz SAD dobio ukupno 757 takvih zahteva, što je za 70 odsto više u odnosu na isti period prošle godine. Kada je reč o JuTjubu, američke vlasti su tražile uklanjanje 113 video-snimaka, uključujući i neke na kojima se vidi policijsko nasilje. Gugl prenosi i da je broj zahteva iz Vašingtona za ispostavljanjem podataka o samim korisnicima porastao za 29 odsto u odnosu na odgovarajući period u 2010.

## Google pretrage
Raste i broj zahteva za blokadu sadržaja. Broj zahteva za uklanjanje sadržaja upućenih Guglu iz Nemačke povećao se za 38 odsto. Kina je tražila da se ukloni 121 sadržaj sa Guglovih servisa. Kada je reč o Velikoj Britaniji, sa JuTjuba je uklonjeno 135 video-snimaka i to iz razloga “nacionalne bezbednosti“, a 43 rezultata pretrage preko Gugla je zabranjeno vladinim dekretom. Ukupan porast broja takvih zahteva Velike Britanije povećao se za 71 odsto u odnosu na drugu polovinu 2010.
“Vlade u svom izveštaju o transparentnosti, traže od internet-kompanija uklanjanje sadržaja iz različitih razloga. U njih spadaju propagiranje nasilja, pozivanje na linč, kršenje lokalnih zakona, širenje govora mržnje ili pornografije. Zakoni na kojima se temelje takvi zahtevi variraju od zemlje do zemlje, tako da su ovi zahtevi odraz aktuelnog stanja u pravosuđu“, piše Gugl.

## Sloboda na Internetu
Internet cenzura je svakako vrlo kontroverzna tema, jer sa jedne strane zaiste može da služi kao sredstvo za borbu protiv određenih pojava, a sa druge može značajno da onemogući slobode koje su građanima širom sveta date omogućavanjem postojanja interneta kao “demokratskog resursa”. Ostaje da se vidi na koje će se načine građani širom sveta boriti za slobode na internetu, i time sačuvati prostor za slobodu govora, mišeljenja i slično.

## Spoljašnje veze
- MySpace
- Twitter
- Google

Zvaničan sajt ACTA za EU
- ACTA

Protesti protiv cenzure na internetu
- Protesti
- Fotografije širom Evrope